# Josef Kaizl
Josef Kaizl (10. června 1854 Volyně – 19. srpna 1901 Myslkovice u Soběslavi, někdy mylně uváděno Myškovice nebo Myskovice) byl významný český profesor, vědec v oboru politické ekonomie, ekonom a politik z období rakousko-uherské monarchie, přední český ekonom a přívrženec liberalismu. Zpočátku byl členem staročeské strany, koncem 80. let 19. století patřil do skupiny takzvaných realistů okolo Tomáše Masaryka, od roku 1890 byl politikem mladočeské strany, ve které trvale zastával umírněné, realistické postoje a odmítal planý radikalismus. Byl dlouholetým poslancem Říšské rady a mezi roky 1898 a 1899 vykonával funkci ministra financí Předlitavska. Toto byla nejvyšší vládní funkce, jakou kdy kterýkoliv Čech získal v rámci rakousko-uherského mocnářství.

## Biografie

### Mládí, studium a akademické aktivity
Narodil se ve Volyni v rodině Čecha Eduarda Kaizla (1828-1874), kontrolora berního úřadu a později c. k. finančního rady, a německy mluvící matky Terezie Baierové (1829-1898) z Karlína. Byl nejstarším ze sedmi sourozenců, po šesti chlapcích měli poslední jedinou dceru..
Školní docházku zahájil na německojazyčné škole v Rumburku, kam byl jeho otec roku 1858 služebně přeložen. Po dalším otcově přeložení do Ústí nad Orlicí byl odeslán k své tetě do Prahy. Studoval nejprve v němčině a později česky na farní škole při kostele Panny Marie Vítězné v Karmelitské ulici na Malé Straně. V roce 1863 zahájil studium tamtéž na malostranském gymnáziu. Již tehdy se díky svému strýci Edmundu Břetislavu Kaizlovi (který rovněž působil v politice a veřejném životě) seznámil s okruhem kolem Vojtěcha Náprstka. Byl uveden do Amerického klubu dam, kde se začal učit anglicky.
Na podzim roku 1868 byl Kaizlův otec přeložen do Litomyšle. Josef Kaizl se přestěhoval zpět k rodině a začal studovat na místním piaristickém gymnáziu. Zde se začal učit polsky a rusky. V roce 1870 byl otec přeložen na pražský Smíchov a Kaizl opět nastoupil na malostranské gymnázium, o rok později zde složil maturitu.
Absolvoval práva na Univerzitě Karlo-Ferdinandově v Praze (1871–1875, titul JUDr. v roce 1876), přičemž mezi roky 1874–1875 prodělal vojenskou službu u zásobovacího vojenského sboru v Praze. Poté pokračoval ve studiu ekonomie na Univerzitě Štrasburk (1877), kde navštěvoval přednášky u profesorů Gustava von Schmollera a Georga Friedricha Knappa.
Po smrti otce v roce 1874 se dramaticky zhoršily finanční poměry jeho rodiny, a proto Josef pracoval také jako koncipient v karlínské advokátní kanceláři strýce Edmunda Břetislava Kaizla a jako domácí učitel u hraběte Buquoye. V roce 1878 byl krátce povolán k vojenské službě během bosenské okupace Slavonského Brodu.
V roce 1879 začal jako docent přednášet národohospodářství na Univerzitě Karlo-Ferdinandově. Přednášel zde česky a německy mimo jiné zemědělskou politiku, národní hospodářství, rakouskou obchodní politiku od 18. století až po naše dny, nauku o mzdě a otázku dělnickou nebo teorii socialismu. Ve školním roce 1882–1883 převzal přednášky o národním hospodářství na Českoslovanské obchodní akademii v Praze, v roce 1883 byl jmenován mimořádným profesorem české části pražské univerzity, roku 1888 řádným profesorem. Historik Otto Urban ho řadí mezi první generaci českých univerzitních elit.
V letech 1880–1884 pracoval jako koncipient Zemského výboru Království českého.

### Aktivity ve staročeské straně a působení urealistů
Ve volbách do Říšské rady roku 1885 získal za Národní (staročeskou) stranu mandát v Říšské radě (celostátní zákonodárný sbor), kde reprezentoval městskou kurii, obvod Čáslav, Kutná Hora atd.
Po volbách v roce 1885 se na Říšské radě připojil k Českému klubu (jednotné parlamentní zastoupení, do kterého se sdružili staročeši, mladočeši, česká konzervativní šlechta a moravští národní poslanci). Se staročeskou stranou se však názorově rozešel a dopisem z 13. října 1887 oznámil rezignaci na poslanecký mandát. V doplňovacích volbách odstoupil z boje a na jeho místo v Říšské radě byl zvolen starosta Vršovic Josef Herold. Důvodem pro Kaizlovu rezignaci na mandát byl nesouhlas s Gautschovými ordonancemi roku 1887 (vládní návrh na redislokaci středních škol, podle mnohých kritiků poškozující české zájmy), které staročeská strana a Český klub coby česká střechová parlamentní frakce na Říšské radě podpořila, respektive na popud staročeského předáka F. L. Riegra veřejně neodmítla a jen takticky o nich zákulisně vyjednávala. Kaizl ovšem na rozdíl od mnohých odpůrců ordonancí nepřešel do mladočeského tábora, pouze se stáhl po rezignaci z aktivní parlamentní politiky. Nadále považoval staročechy za jedinou možnou stranu a mladočeský proud označoval za křečovitý.
Po roce 1887 spolupracoval s Tomášem Masarykem a Kramářem na formulování nového politického směru (takzvaný realismus), který prosazoval „přesné vědecké poznávání věcí proti romantické fantastice“. V ročnících 1889 a 1890 byl vedoucím redaktorem časopisu Čas.

### Mladočeským politikem
V roce 1890 vstoupil spolu s dalšími realisty (včetně Masaryka) do mladočeské strany a téhož roku se vrátil do Říšské rady, když 4. prosince 1890 složil místo Václava Saláška poslanecký slib za kurii obchodních a živnostenských komor v Praze. Zatímco Masarykova angažovanost v mladočeské straně měla krátké trvání, Kaizl se stal dlouhodobě jedním z hlavních mladočeských politiků.
Ve volbách do Říšské rady roku 1891 úspěšně kandidoval do vídeňského parlamentu za Národní stranu svobodomyslnou (mladočeši) v městské kurii, obvod Karlín-Smíchov. Ihned při zahájení nové Říšské rady se prezentoval jako jeden z předáků mladočechů, kteří představovali jeden z nejsilnějších parlamentních klubů, a za mladočechy navrhl text slavnostní adresy, kterou tradičně Říšská rada odpovídala na zdravici panovníka. V textu byly přítomny státoprávní a národnostní argumenty, aniž by ale byly podporovány, jako to bylo zvykem u staročeské reprezentace, odkazy na historické české státní právo. Historik Otto Urban hodnotí Kaizlův návrh jako de facto programový manifest mladočeské strany a zároveň ukázku toho, že navzdory radikální opoziční rétorice, na které se mladočeši v předchozích letech profilovali, si strana díky Kaizlovi uchovala racionální argumentaci. Návrh ovšem byl od počátku koncipován s tím, že nebude přijat. Ostatní kluby na Říšské radě ho odmítly, ale nebyly schopny se dohodnout na žádném jiném, což odhalilo faktickou neexistenci soustavné sněmovní většiny.
Roku 1894 byl spoluautorem Nymburské rezoluce mladočechů, která představovala vítězství realistického, umírněného proudu v mladočeské straně a porážku extrémního radikalismu. Krátce předtím totiž na Říšské radě vystoupili mladočeští poslanci Jan Vašatý, Eduard Grégr a Václav Březnovský s radikálními a zčásti vulgárně opozičními projevy. Mezitím se ovšem rozvolnily jeho vztahy s Masarykem, který pro neshody z mladočeské strany roku 1893 vystoupil. Nadále pak zůstali hlavními představiteli realismu u mladočechů Kaizl a Karel Kramář. Roku 1895 měl jeho rozchod s Masarykem i publicistickou podobu. Masaryk tehdy vydal spis Naše nynější krise, ve kterém se vymezil proti programové chabosti mladočeské strany. Kaizl na to reagoval statí České myšlénky. Odmítl Masarykovo kritiku liberalismu a odkazování se na náboženské proudy husitství a českých bratří, přičemž označil Masaryka za idealistu. Místo toho se přihlásil k standardním ideologiím evropského liberalismu a nacionalismu.
Když se moci ujala vláda Kazimíra Badeniho, uplatňoval vůči ní Kaizl takzvanou etapovou politiku, kdy mladočeši nahradili čistě opoziční postoj strukturovanější ad hoc podporou vládě v některých konkrétních otázkách. Při nástupu vlády tak ještě zopakoval rozhodně opoziční postoj strany. Otto Urban to ale dává spíše do souvislosti s blížícími se zemskými volbami v Čechách roku 1895. Po volbách Kaizl vystoupil na Říšské radě v rozpravě k návrhu státního rozpočtu, kde již věcně argumentoval, i když nadále z opozičního stanoviska. Definoval znovu koncept etapové politiky a prohlásil, že mladočeská strana je bytostně spojena s úkoly liberalizace a demokratizace Rakouska a je ochotna v těchto otázkách uzavírat politické aliance. Na přelomu let 1895 a 1896 pak probíhaly zákulisní jednání mezi předsedou vlády Badenim a mladočechy včetně Kaizla. Prostředníkem byl Gustav Eim. V roce 1896 se v parlamentu projednávala takzvaná Badeniho volební reforma, která výrazně rozšiřovala volební právo (byť zachovávala kuriový systém a tedy nerovnost jednotlivých voličských skupin). Kaizl a jeho spojenci už nyní vystupovali na podporu vládního návrhu (radikálnější mladočeský návrh reformy nebyl v parlamentu průchodný). Při závěrečném hlasování sice byla mladočeská strana rozpolcena, ale Kaizl vedl provládní frakci a v následujících měsících se mu dařilo eliminovat radikály (poslanec Vašatý byl vyloučen z klubu, Julius Grégr v této době zemřel). Koncem roku 1896 pak Kaizl získal první, zatím interní a pracovní variantu návrhu na výrazné zvýšení statusu češtiny jako úředního jazyka v českých zemích (takzvaná Badeniho jazyková nařízení).
V této době Kaizl obhájil poslanecký mandát ve volbách do Říšské rady roku 1897. Volby přinesly úspěch mladočechům, kteří se stali nejsilnější parlamentní frakcí v Říšské radě a jejich cena pro předlitavskou vládu tak vzrostla. Brzy po volbách se v parlamentu utvořila provládní většina, kterou tvořili mladočeši, Polský klub a němečtí konzervativci (Katolická lidová strana). Kaizl tehdy rozhodně podporoval účast v provládním táboře a podílel se na dojednávání finální verze Badeniho jazykových nařízení. Ta měla zavést češtinu i jako vnitřní úřední jazyk v českých zemích (tedy v komunikaci úřadů mezi sebou), což by byl výrazný úspěch pro české jazykové a autonomistické snahy předchozích dekád. Jejich projednání ale narazilo v Říšské radě na obstrukce a opozici německých liberálů a nacionalistů. Nebyla nikdy schválena a Badeniho vláda ještě v roce 1897 padla. Kaizl a Kramář pak museli řešit nelehkou otázku, jak se postavit k následujícímu vládnímu kabinetu (první vláda Paula Gautsche). V soukromí přiznávali, že by nejraději přepustili moc nějaké jiné straně (v českém táboře ale žádná taková relevantní politická alternativa zatím neexistovala). Realisté v mladočeské straně totiž nechtěli převzít radikálně nacionální rétoriku, jakou tehdy například v německorakouském táboře praktikoval Georg von Schönerer, ale zároveň si byli vědomi, že po pádu Badeniho kabinetu se prostor pro výraznější naplnění českých požadavků zužuje. Gautschova jazyková nařízení byla skromnějším a rovněž neúspěšným pokusem o revizi Badeniho jazykových nařízení.

### Ministrem financí Předlitavska
K zásadnímu obratu v Kaizlově kariéře došlo roku 1898. kdy se stal ministrem financí v předlitavské vládě Franze Thuna-Hohensteina (úřad vykonával od 7. března 1898 do 2. října 1899). Franz Thun nastoupil s cílem znovu utvořit silnou vládu s parlamentní oporou a překonat měsíce nacionální polarizace. Kabinet úmyslně sestavil průřezově. Zasedl v něm tak kromě českého federalisty Kaizla i jeden z předáků německorakouských centralistů Josef Maria Baernreither. Trojice Thun, Kaizl a Baernreither měla být pilířem zamýšlené provládní většiny, která měla izolovat extrémní proudy v předlitavské politice. Kaizlův vstup do vlády zpočátku vyvolal překvapení. Sám Kaizl o něm nejednal formálně se stranickými orgány a rozhodl se fakticky sám za sebe. Paradoxně působila i skutečnost, že předsedou vlády byl tentýž Franz Thun, proti jehož působení na postu českého místodržícího mladočeši ještě o několik let předtím protestovali. Teprve dodatečně 8. března pak výbor mladočeské strany jeho ministerské působení schválil, nicméně nevyvodil z Kaizlovy účasti v kabinetu žádné závazky pro stranu jako takovou. Kaizl se rozhodl legitimizovat svůj krok i tím, že na schůzi Říšské rady 1. dubna 1898 oznámil rezignaci na poslanecký mandát a pak byl ihned v doplňovacích volbách znovu zvolen.
Kaizl byl zastáncem teze, že nejlepší zárukou bezpečnosti českého národa je silné a spravedlivé Rakousko. Svými odbornými znalostmi a rozvážným postupem nabyl významného vlivu v české i rakouské politice. Během roku a půl v předlitavské vládě uskutečnil mnoho ze svých plánů prospívajících Rakousku i českému národu. Dokončil jednání o rakousko-uherském vyrovnání (pravidelné dojednávání finančních transakcí mezi oběma polovinami monarchie). Předložil návrh reformy akciového práva. Za jeho vlády se dostalo do ministerstva financí několik kvalifikovaných českých úředníků, kteří pak po převratu v roce 1918 přišli vhod pro organizaci československého ministerstva financí. Měl významný podíl na zřízení české techniky v Brně (dnes Vysoké učení technické v Brně). Jeho působení ve vládě bylo vrcholem provládního aktivismů mladočechů, ostatně Kaizla tehdy ve veřejné diskuzi často obhajovali i staročeši, zatímco mladočechům blízké Národní listy byly opakovaně k provládní orientaci strany kritické. Jinak ale Thunova vláda neuspěla, protože ji zcela pohltil eskalující česko-německý jazykový problém. V říjnu 1899 podala demisi a Gautschova jazyková nařízení byla zrušena, čímž se jazykový status češtiny vrátil do doby před Badeniho vládou. Mladočeši okamžitě, na doporučení Kaizla, přešli na opoziční stranu.

### Závěr života
I nadále byl faktickým vůdcem mladočechů a opakovaně vystupoval jako umírňující prvek. V roce 1900 takto zamezil mladočeským návrhům na spuštění dlouhé obstrukce v Říšské radě, když se vláda Ernesta von Koerbera pokoušela o realističtější politiku a usmiřovací česko-německá jednání. Nakonec ale mladočeši přece jen obstrukci doprovázenou i potyčkami a násilnostmi spustili. Poslanec Josef Herold se pak vyjádřil, že „čeští poslanci zahráli takovou muziku, že podle ní teď bude muset tancovat celé Rakousko,“ což Kaizl ostře kritizoval a vyjádřil obavu z marginalizace strany a oktroje (direktivního mimoparlamentního prosazení) jazykových zákonů. Ve volbách do Říšské rady roku 1901 obhájil křeslo ve vídeňském parlamentu a v Říšské radě setrval až do své smrti. Pak ho na poslaneckém křesle vystřídal František Fiedler. Po demisi Thunovy vlády byl až do své smrti místopředsedou českého poslaneckého klubu. Od roku 1895 byl také poslancem Českého zemského sněmu za Karlín.
Zemřel nečekaně ve věku 47 let na zámku v jihočeských Myslkovicích, který sloužil jako jeho letní byt. Jeho tělo bylo balzamováno a uloženo na pražském Vyšehradském hřbitově. Náhrobek s výraznou plastikou Objetí lásky a smrti vytvořil sochař Bohumil Kafka.
Jeho roli vůdce mladočechů převzal později během první dekády 20. století Karel Kramář, který v mnohém navázal na realistické Kaizlovy postoje a odmítání efektní opoziční a obstrukční rétoriky.

## Kontroverze
Kaizl byl částí svých českých současníků vnímán jako kontroverzní osoba. Byl kritizován jako příliš vlažný Čech, který nedostatečně prosazuje „českou věc“, jindy mu byl ke škodě jeho příklon k Masarykovým realistům. 23. dubna 1887 jej Národní listy v sérii článků Filosofické sebevraždy, jež napsal sám Julius Grégr, zařadily mezi národní nihilisty, nazvaly ho „mladým výtečníkem“, který „nechce si pokaziti svou rychlou, ničím neomluvitelnou karriérou“, který „renommuje německým materiálem problematické 'vědy', jejž lze v několika týdnech vyčísti z četných příručních knížek, zvaných 'Vademecum der Nationalekonomie'“.
Jeho vstup do předlitavské vlády byl příslušníky pravice bývalého pokrokového hnutí 90. let chápán jako kapitulace před Vídní. Na základě tohoto názoru Karel Baxa, Alois Rašín a další jeho odpůrci založili v roce 1899 Stranu státoprávně radikální, která měla pozdvihnout mladočechy „pohozený prapor státoprávní“.
Býval považován za suchého politika, kterému se nedostávalo vřelosti, výmluvnosti a životnosti. Nebyl plamenným řečníkem, ale jeho projevy více než na formě stály na dokonalém zvládnutí teorie pojednávaného tématu.

## Dílo
Jeho díla, v nichž především šířil Schmollerovu historickou metodu, byla vydávána v češtině a němčině, některá také v italštině.
Kromě knižních prací publikoval v časopisech Athenaeum, Česká revue, v německých a italských odborných listech. Mezi českými historiky a politiky na sebe upozornil prací České myšlénky, v níž mj. kritizoval Masarykův důraz na náboženský rys humanismu (resp. humanity) a odvodil obrozenecký humanismus z osvícenství. Stát chápal jako legalizované a organizované násilí zajišťující řád ve společnosti, podotýkal však, že v moderním světě násilí v politice ubývá.

### Knihy
- Der Kampf um die Gewerbereform und Gewerbefreiheit in Bayern 1799–1868, Lipsko 1879 (práce s doplňkem Die Geldcapitalzins und die Theorie und Praxis seiner gesetzlichen Beschränkung sloužila jako podklad pro habilitační řízení v Praze)
- Die Lehre von der Überwälzung der Steuern, 1882
- Národní hospodářství, 1883
- O postátnění železnic v Rakousku, 1883
- Obnovený řád živnostenský, 1883
- Vyrovnání s Uhry 1866 a 1877, 1886
- Finanční věda, 1888, 1892
- Náprava rakouské měny, 1890
- Lid selský, jeho poroba a vymanění v zemích českých, 1895
- České myšlénky, 1895
- O státoprávním programu českém, 1896
- Dr. Jos. Kaizl: Z mého života, 1908, 1911, 1914 (sestavil Zdeněk V. Tobolka, trojsvazkové dílo shrnující deníkové zápisky a korespondenci, literární díla a projevy. Díl I.: Od narození do habilitace; díl II.: Od habilitace dra. Jos. Kaizla r. 1874 až k jeho vstupu do národní strany svobodomyslné r. 1890, s předmluvou z července 1911, a nejobsáhlejší díl III.: Od vstupu Kaizlova do národní strany svobodomyslné až do jeho smrti, s doslovem z r. 1914)

### Časopisy (výběr)
- O úroku a lichvě, Osvěta, 1879
- Hospodářská theorie hodnoty, Athenaeum, 1890
- překlad Grafovy studie Klesání úrokové míry, Athenaeum, 1892
- Pokroky socialismu, Athenaeum, 1891
- Ethika a socialism, Naše doba, 1894
- Lid selský, jeho poroba a vymanění v zemích českých, Naše doba, 1895
- Zlato a stříbro, Obzor nár.-hosp., 1896

## Zajímavost

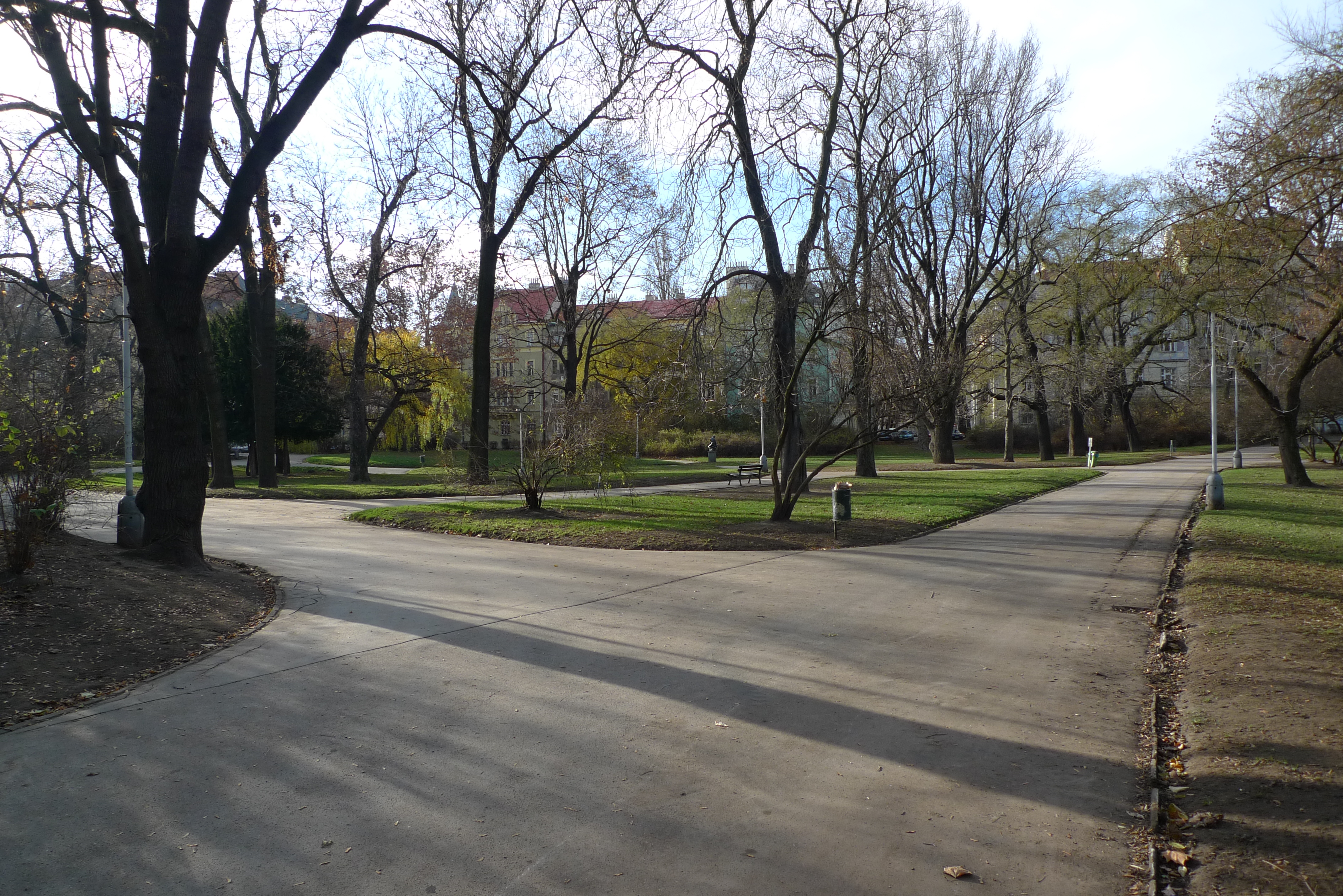
Kaizlovy sady

Po Josefu Kaizlovi byly pojmenovány Kaizlovy sady v Praze 8-Karlíně.